# Same Difference
Same Difference är det femte studioalbumet av det svenska death metal-bandet Entombed, släppt den 16 november 1998. Albumet har givits ut i ett flertal olika versioner, bland annat en begränsad utgåva som innehåller utöver den vanliga låtlistan, låten "Vices by Proxys". Detta album är det första med Peter Stjärnvind (Krux, Merciless, Murder Squad, Nifelheim m.m.) på trummor.

## Låtförteckning
1. "Addiction King" - 02:56
2. "The Supreme Good" - 04:15
3. "Clauses" - 03:39
4. "Kick in the Head" - 03:29
5. "Same Difference" - 04:01
6. "Close but Nowhere Near" - 02:57
7. "What You Need" - 02:49
8. "High Waters" - 03:40
9. "20/20 Vision" - 03:03
10. "The Day, the Earth" - 02:46
11. "Smart Aleck" - 03:20
12. "Jack Worm" - 02:51
13. "Wolf Tickets" - 04:07

### Bonusspår på den begränsade utgåvan
1. "Vices by Proxy" - 2:59

### Bonusspår på den japanska utgåvan
1. "Dagger" - 3:32

### Bonusspår på den brasilianska utgåvan
1. "Kick out of the Jams"
2. "21st Century Schizoid Man"
3. "Bursting Out"
4. "Under the Sun"
5. "Vices by Proxy"
6. "Dagger"

## Banduppsättning
- L-G Petrov - growl
- Uffe Cederlund - gitarr
- Jörgen Sandström - bas
- Alex Hellid - gitarr, illustration
- Peter Stjärnvind - trummor

## Medverkande
- Daniel Ray - producent, mixning, ljudtekniker
- Stefan Boman - ljudtekniker
- Jon Marshall - mixning
- Howie Weinberg - mastering (Masterdisk)
- Michael Williams - omslagsdesign
- Neil Rapi - foto
- Guerilla Art - illustration